# Copa espanyola de voleibol femenina
|  | Aquest article és sobre la competició femenina. Per a la competició masculina, vegeu Copa espanyola de voleibol masculina |

La Copa espanyola de voleibol femenina, anomenada Copa de la Reina de voleibol des de l'any 1976, i anteriorment Campionat d'Espanya de voleibol femení entre 1960 i 1975, és una competició esportiva de clubs espanyols de voleibol. Organitzada per la Reial Federació Espanyola de Voleibol, se celebrà per primer cop l'any 1960. De caràcter anual, hi participen els sis millors equips classificats de la primera volta de la Lliga Iberdrola de voleibol i disputen una fase final en format d'eliminació directa en una seu neutral que decideix el campió del torneig.
Entre 1960 i 1975, la competició es celebrà amb la denominació de Campionat d'Espanya i hi participaven els equips vinculats a la Secció Femenina i associacions universitàries. Hi destacà el Club Medina de Barcelona amb sis títols (1967, 1968, 1969, 1970, 1971, 1973) i el SEU Filosofia y Letas (1963, 1964), Club Medina de Gijón (1965, 1966) i Club Medina de Madrid (1972, 1975), amb dos títols cadascun.
Des de la temporada 1975-76, la competició se celebra amb la denominació Copa de la Reina. El dominador de la competició és el Club Voleibol Tenerife amb onze títols, aconseguits entre 1991 i 2006.

## Palmarès
| En negreta = Equip guanyador (1) = Nombre de títols Nota: Noms dels equips segons l'època |

| Edició                          | Temp.                           | Data                            | Campió                             | Resultat                        | Subcampió                       | Seu                                       | refs                            |
| Campionat d'Espanya de voleibol | Campionat d'Espanya de voleibol | Campionat d'Espanya de voleibol | Campionat d'Espanya de voleibol    | Campionat d'Espanya de voleibol | Campionat d'Espanya de voleibol | Campionat d'Espanya de voleibol           | Campionat d'Espanya de voleibol |
| ------------------------------- | ------------------------------- | ------------------------------- | ---------------------------------- | ------------------------------- | ------------------------------- | ----------------------------------------- | ------------------------------- |
| I                               | 1959-60                         | N/D                             | Sant Joan de l'Ènova (1)           | lligueta                        | Atl. Universidad Madrid         | Madrid                                    |                                 |
| II                              | 1960-61                         | N/D                             | Sindicadas la Pobla Llarga (1)     | lligueta                        | Club Medina de Madrid           | Gijón                                     |                                 |
| III                             | 1961-62                         | N/D                             | SF Albalat dels Sorells (1)        | lligueta                        | Club Medina de Madrid           | Lleida                                    | [ 3 ]                           |
| IV                              | 1962-63                         | N/D                             | SEU Filosofía y Letras (1)         | lligueta                        | Magisteri de Lleida             | Bilbao                                    | [ 3 ] [ 4 ]                     |
| V                               | 1963-64                         | N/D                             | SEU Filosofía y Letras (2)         | lligueta                        | Instituto de Gijón              | Saragossa                                 | [ 3 ] [ 5 ]                     |
| VI                              | 1964-65                         | N/D                             | Club Medina de Gijón (1)           | lligueta                        | Club Medina de Saragossa        | Alacant                                   | [ 1 ]                           |
| VII                             | 1965-66                         | N/D                             | Club Medina de Gijón (2)           | lligueta                        | Club Medina de Madrid           | Còrdova                                   | [ 1 ]                           |
| VIII                            | 1966-67                         | 01-05-1967                      | Club Medina de Barcelona (1)       | 3-1                             | Club Medina de Gijón            | Feria de Muestras, Valladolid             | [ 1 ] [ 6 ]                     |
| IX                              | 1967-68                         | N/D                             | Club Medina de Barcelona (2)       |                                 | Club Medina de Gijón            | Barcelona                                 | [ 1 ]                           |
| X                               | 1968-69                         | N/D                             | Club Medina de Barcelona (3)       |                                 | Club Medina de Madrid           | Madrid                                    | [ 3 ]                           |
| XI                              | 1969-70                         | N/D                             | Club Medina de Barcelona (4)       |                                 | Club Medina de Madrid           | Madrid                                    | [ 3 ]                           |
| XII                             | 1970-71                         | N/D                             | Club Medina de Barcelona (5)       |                                 | Club Medina de Madrid           | Lleó                                      | [ 3 ]                           |
| XIII                            | 1971-72                         | N/D                             | Club Medina de Madrid (1)          |                                 | Club Medina de Gijón            | Santander                                 | [ 3 ]                           |
| XIV                             | 1972-73                         | 10-06-1973                      | Club Medina de Barcelona (6)       | 3-0                             | Club Medina de Madrid           | Poliesportiu Municipal, Conca             | [ 7 ] [ 8 ]                     |
| XV                              | 1973-74                         | 11-05-1974                      | Club Medina de Vigo (1)            | 3-1                             | CV Santa Isabel                 | Polideportivo de Chapina, Sevilla         | [ 9 ] [ 10 ]                    |
| XVI                             | 1974-75                         | 18-05-1975                      | Club Medina de Madrid (2)          | 3-1                             | CD Sniace Torrelavega           | Pavelló Universidad Laboral, Osca         | [ 11 ]                          |
| Copa de la Reina de voleibol    |                                 |                                 |                                    |                                 |                                 |                                           |                                 |
| I                               | 1975-76                         | 30-05-1976                      | CE Hispano Francès (1)             | 3-2                             | Club Medina de Barcelona        | Saragossa                                 | [ 12 ]                          |
| II                              | 1976-77                         | N/D                             | Club Medina de Madrid (3)          | lligueta                        | CD Sniace Torrelavega           | Segòvia                                   |                                 |
| III                             | 1977-78                         | N/D                             | CV Longchamps (3)                  | lligueta                        | CD Arquitectura                 | Pavelló Municipal Braulo García, Gijón    | [ 13 ]                          |
| IV                              | 1978-79                         | N/D                             | CD Sniace Torrelavega (1)          | lligueta                        | CPAR Cornellà                   | Burgos                                    | [ 14 ]                          |
| V                               | 1979-80                         | N/D                             | CD Sniace Torrelavega (2)          | lligueta                        | CV Sant Cugat                   | Bilbao                                    | [ 15 ]                          |
| VI                              | 1980-81                         | N/D                             | CV Sant Cugat (1)                  | lligueta                        | CPAR Cornellà                   | Càceres                                   | [ 16 ]                          |
| VII                             | 1981-82                         | 13-06-1982                      | AE Cornellà (1)                    | 3-0                             | Preuniversitario de Sevilla     | Almeria                                   | [ 17 ]                          |
| VIII                            | 1982-83                         | 22-05-1983                      | CE Hispano Francès (2)             | 3-0                             | Norte Real-Arquitectura         | Pavelló Antorxa, Lleida                   | [ 18 ]                          |
| IX                              | 1983-84                         | 03-06-1984                      | RCD Espanyol-AE Cornellà (1)       | 3-2                             | Hispano Seguros                 | Pavelló de Santa Coloma de Gramenet       | [ 19 ]                          |
| X                               | 1984-85                         | 09-06-1985                      | RCD Espanyol-Verte (2)             | 3-0                             | CD Arquitectura                 | Gijón                                     | [ 20 ]                          |
| XI                              | 1985-86                         | 25-05-1986                      | RCD Espanyol (3)                   | 3-0                             | CV Tormo Barberà                | Xàtiva                                    | [ 21 ]                          |
| XII                             | 1986-87                         | 06-06-1987                      | CV Tormo Barberà (1)               | 3-0                             | Graningas Santa Coloma          | Ontinyent                                 | [ 22 ]                          |
| XIII                            | 1987-88                         | 08-05-1988                      | CV Tormo Barberà (2)               | 3-0                             | Aperitivos Medina               | Alcorcón                                  |                                 |
| XIV                             | 1988-89                         | 15-04-1989                      | CV Tormo Barberà (3)               | 3-2                             | RCD Espanyol                    | Poliesportiu Príncipe Felipe, San Javier  | [ 23 ]                          |
| XV                              | 1989-90                         | 08-04-1990                      | RCD Espanyol (4)                   | 3-2                             | CV Afelsa Seur Tenerife         | Almeria                                   | [ 24 ]                          |
| XVI                             | 1990-91                         | 31-03-1991                      | CV Afelsa los Compadres (1)        | 3-2                             | RCD Espanyol                    | Poliesportiu Príncipe de Asturias, Múrcia | [ 25 ]                          |
| XVII                            | 1991-92                         | 24-05-1992                      | RCD Espanyol (5)                   | 3-1                             | Telyco VB Alcorcón              | Fuenlabrada                               |                                 |
| XVIII                           | 1992-93                         |                                 | Telyco VB Alcorcón (1)             |                                 | CV Afelsa los Compadres         | Alcorcón                                  |                                 |
| XXIX                            | 1993-94                         |                                 | Alcorcón Voleibol Club (2)         |                                 | Vóley Murcia                    | Àvila                                     |                                 |
| XXX                             | 1994-95                         |                                 | Caja de Ávila CSC (1)              |                                 | CV Caja Cantabria               | Torrelavega                               |                                 |
| XXXI                            | 1995-96                         |                                 | CV Albacete (1)                    |                                 | Caja de Ávila CSC               | Miranda de Ebro                           |                                 |
| XXXII                           | 1996-97                         |                                 | CV Construcciones Marichal (2)     |                                 | CD Universidad de Granada       | Àvila                                     |                                 |
| XXXIII                          | 1997-98                         |                                 | CV Construcciones Marichal (3)     |                                 | CD Universidad de Granada       | Santa Cruz de Tenerife                    |                                 |
| XXXIV                           | 1998-99                         |                                 | CV Construcciones Marichal (4)     |                                 | CD Universidad de Granada       | Granada                                   |                                 |
| XXXV                            | 1999-00                         |                                 | Construcciones Marichal Airtel (5) |                                 | CD Universidad de Granada       | Santa Cruz de Tenerife                    |                                 |
| XXXVI                           | 2000-01                         |                                 | Marichal Airtel (6)                |                                 | Construcciones Damesa           | Àvila                                     |                                 |
| XXXVII                          | 2001-02                         |                                 | Marichal Tenerife (7)              |                                 | Construcciones Damesa           | Gijón                                     |                                 |
| XXXVIII                         | 2002-03                         |                                 | Marichal Tenerife (8)              |                                 | Universidad de Burgos           | Albacete                                  |                                 |
| XXIX                            | 2003-04                         | 15-02-2004                      | Tenerife Marichal (9)              | 3-0                             | Caja de Ávila CSC               | Pabellón A Pinguela, Monforte de Lemos    | [ 26 ]                          |
| XXX                             | 2004-05                         |                                 | Tenerife Marichal (10)             |                                 | Caja de Ávila CSC               | Centro Insular de Deportes, Las Palmas    |                                 |
| XXXI                            | 2005-06                         | 12-02-2006                      | Tenerife Marichal (11)             | 3-0                             | Hotel Cantur                    | Pavelló Príncipe de Asturias, Múrcia      | [ 27 ]                          |
| XXXII                           | 2006-07                         | XX-XX-2007                      | CAV Murcia 2005 (1)                |                                 | Jamper Aguere                   | San Sebastián de los Reyes                |                                 |
| XXXIII                          | 2007-08                         | 09-02-2008                      | CAV Murcia 2005 (2)                | 3-0                             | Voley Sanse                     | Centro Insular de Deportes, Las Palmas    | [ 28 ]                          |
| XXXIV                           | 2008-09                         | 08-02-2009                      | CAV Murcia 2005 (3)                | 3-1                             | Valeriano Alles Menorca         | Ciutadella de Menorca                     |                                 |
| XXXV                            | 2009-10                         | 28-03-2010                      | CAV Murcia 2005 (4)                | 3-0                             | Universidad de Burgos           | Pabellón A Pinguela, Monforte de Lemos    | [ 29 ]                          |
| XXXVI                           | 2010-11                         | 30-01-2011                      | CAV Murcia 2005 (5)                | 3-2                             | Valeriano Alles Menorca         | Pabellón del Parque, Albacete             | [ 30 ]                          |
| XXXVII                          | 2011-12                         | 11-03-2012                      | Haro Rioja Voley (1)               | 3-0                             | Nuchar Eurochamp Murillo        | Pavelló Municipal d'Esports, Salou        | [ 31 ]                          |
| XXXVIII                         | 2012-13                         | 10-02-2013                      | Haro Rioja Voley (2)               | 3-1                             | Nuchar Tramek Murillo           | Poliesportiu El Ferial, Haro              | [ 32 ]                          |
| XXXIX                           | 2013-14                         | 02-02-2014                      | EB Tramek Murillo (1)              | 3-0                             | Valeriano Alles Menorca         | Palau dels Esports, Logronyo              | [ 33 ]                          |
| XL                              | 2014-15                         | 01-02-2015                      | Naturhouse Logroño (2)             | 3-0                             | GH Leadernet Navarcable         | Centro Insular de Deportes, Las Palmas    | [ 34 ]                          |
| XLI                             | 2015-16                         | 07-02-2016                      | Naturhouse Logroño (3)             | 3-1                             | GH Leadernet Navarcable         | Pavelló Europa, Leganés                   | [ 35 ]                          |
| XLII                            | 2016-17                         | 19-02-2017                      | Figaro Peluqueros Haris (1)        | 3-2                             | Naturhouse Logroño              | Pavelló Europa, Leganés                   | [ 36 ]                          |
| XLIII                           | 2017-18                         | 04-03-2018                      | Minis Arluy VB Logroño (4)         | 3-0                             | Arona Tenerife Sur              | Pavelló Juan Ríos Tejera, La Laguna       | [ 37 ]                          |
| XLIV                            | 2018-19                         | 24-02-2019                      | Minis Arluy VB Logroño (5)         | 3-0                             | Dimurol Libby's Haris           | Centro Insular de Deportes, Las Palmas    | [ 38 ]                          |
| XLV                             | 2019-20                         | 01-03-2020                      | May Deco VB Logroño (6)            | 3-0                             | Avarca de Menorca               | Palau Municipal de Ciutadella             | [ 39 ]                          |
| XLVI                            | 2020-21                         | 28-02-2021                      | Feel Volley Alcobendas (1)         | 3-2                             | CV CCO 7 Palmas                 | Centro Insular de Deportes, Las Palmas    | [ 40 ]                          |
| XLVII                           | 2021-22                         | 13-02-2022                      | Sanaya Libby's La Laguna (2)       | 3-1                             | Arenal Emevé Lugo               | Pavelló Municipal d'Esports de Lugo       | [ 41 ]                          |
| XLVIII                          | 2022-23                         | 19-02-2023                      | Tenerife Libby's La Laguna (3)     | 3-2                             | Hidramar Gran Canaria           | PAV3 de la ZEM, Sant Cugat del Vallès     | [ 42 ]                          |
| XLIX                            | 2023-24                         | 28-01-2024                      | Hidramar Gran Canaria (1)          | 3-1                             | Avarca de Menorca               | Pavelló Montecillos, Dos Hermanas         | [ 43 ]                          |

| Equip                              | Campió | Subcampió | Finals | Anys campió                                                                                       | Anys subcampió                                                |
| ---------------------------------- | ------ | --------- | ------ | ------------------------------------------------------------------------------------------------- | ------------------------------------------------------------- |
| Club Voleibol Tenerife             | 11     | 2         | 13     | 1990-91, 1996-97, 1997-98, 1998-99, 1999-00, 2000-01, 2001-02, 2002-03, 2003-04, 2004-05, 2005-06 | 1989-90, 1992-93                                              |
| Club Voleibol Logroño              | 6      | 3         | 8      | 2013-14, 2014-15, 2015-16, 2017-18, 2018-19, 2019-20                                              | 2011-12, 2012-13, 2016-17                                     |
| Club Medina de Barcelona           | 6      | 1         | 7      | 1966-67, 1967-68, 1968-69, 1969-70, 1970-71, 1972-73                                              | 1975-76                                                       |
| Reial Club Deportiu Espanyol       | 5      | 2         | 7      | 1983-84, 1984-85, 1985-86, 1989-90, 1991-92                                                       | 1988-89, 1990-91                                              |
| Club Atlético Voleibol Murcia 2005 | 5      | 0         | 5      | 2006-07, 2007-08, 2008-09, 2009-10, 2010-11                                                       | —                                                             |
| Club Medina de Madrid              | 3      | 7         | 10     | 1971-72, 1974-75, 1976-77                                                                         | 1960-61, 1961-62, 1965-66, 1968-69, 1969-70, 1970-71, 1972-73 |
| Club Medina de Gijón               | 3      | 3         | 6      | 1964-65, 1965-66, 1977-78                                                                         | 1966-67, 1967-68, 1971-72                                     |
| Club Voleibol Xàtiva               | 3      | 1         | 4      | 1986-87, 1987-88, 1988-89                                                                         | 1985-86                                                       |
| Club Voleibol Haris                | 3      | 1         | 4      | 2016-17, 2021-22, 2022-23                                                                         | 2018-19                                                       |
| Club Voleibol Torrelavega          | 2      | 3         | 5      | 1978-79, 1979-80                                                                                  | 1974-75, 1976-77, 1994-95                                     |
| Alcorcón Voleibol Club             | 2      | 2         | 4      | 1992-93, 1993-94                                                                                  | 1987-88, 1991-92                                              |
| Club Esportiu Hispano Francès      | 2      | 1         | 3      | 1975-76, 1982-83                                                                                  | 1983-84                                                       |
| SEU Filosofía y Letras             | 2      | 0         | 2      | 1962-63, 1963-64                                                                                  | —                                                             |
| Club Voleibol Haro                 | 2      | 0         | 2      | 2011-12, 2012-13                                                                                  | —                                                             |
| Club Deportivo Ávila Vóley         | 1      | 3         | 4      | 1994-95                                                                                           | 1995-96, 2003-04, 2004-05                                     |
| Associació Esportiva Cornellà      | 1      | 2         | 3      | 1981-82                                                                                           | 1978-79, 1980-81                                              |
| Club Voleibol JAV Olímpico         | 1      | 2         | 3      | 2023-24                                                                                           | 2020-21, 2022-23                                              |
| Club Voleibol Sant Cugat           | 1      | 1         | 2      | 1980-81                                                                                           | 1979-80                                                       |
| Sant Joan de l'Ènova               | 1      | 0         | 1      | 1959-60                                                                                           | —                                                             |
| Sindicadas la Pobla Llarga         | 1      | 0         | 1      | 1960-61                                                                                           | —                                                             |
| SF Albalat dels Sorells            | 1      | 0         | 1      | 1961-62                                                                                           | —                                                             |
| Club Medina de Vigo                | 1      | 0         | 1      | 1973-74                                                                                           | —                                                             |
| Club Voleibol Albacete             | 1      | 0         | 1      | 1995-96                                                                                           | —                                                             |
| Club Voleibol Alcobendas           | 1      | 0         | 1      | 2020-21                                                                                           | —                                                             |
| CD Universidad de Granada          | 0      | 4         | 4      | —                                                                                                 | 1996-97, 1997-98, 1998-99, 1999-00                            |
| Club Voleibol Diego Porcelos       | 0      | 4         | 4      | —                                                                                                 | 2000-01, 2001-02, 2002-03, 2009-10                            |
| Club Voleibol Ciutadella           | 0      | 4         | 4      | —                                                                                                 | 2008-09, 2010-11, 2013-14, 2019-20                            |
| Club Deportivo Arquitectura        | 0      | 3         | 3      | —                                                                                                 | 1977-78, 1982-83, 1984-85                                     |
| Club Deportivo Iruña               | 0      | 2         | 2      | —                                                                                                 | 2014-15, 2015-16                                              |
| Club Voleibol Emevé                | 0      | 1         | 1      | —                                                                                                 | 2021-22                                                       |
| Tenerife Sur Voleibol              | 0      | 1         | 1      | —                                                                                                 | 2017-18                                                       |
| Club Voleibol Sanse                | 0      | 1         | 1      | —                                                                                                 | 2007-08                                                       |
| Club Voleibol Aguere               | 0      | 1         | 1      | —                                                                                                 | 2006-07                                                       |
| Club Voleibol Las Palmas           | 0      | 1         | 1      | —                                                                                                 | 2005-06                                                       |
| Vóley Murcia                       | 0      | 1         | 1      | —                                                                                                 | 1993-94                                                       |
| Club Voleibol Santa Coloma         | 0      | 1         | 1      | —                                                                                                 | 1986-87                                                       |
| Preuniversitario de Sevilla        | 0      | 1         | 1      | —                                                                                                 | 1981-82                                                       |
| Club Voleibol Santa Isabel         | 0      | 1         | 1      | —                                                                                                 | 1973-74                                                       |
| Club Medina de Saragossa           | 0      | 1         | 1      | —                                                                                                 | 1964-65                                                       |
| Instituto de Gijón                 | 0      | 1         | 1      | —                                                                                                 | 1963-64                                                       |
| Magisteri de Lleida                | 0      | 1         | 1      | —                                                                                                 | 1962-63                                                       |
| Atlético Universidad Madrid        | 0      | 1         | 1      | —                                                                                                 | 1959-60                                                       |